# Suoksávrre
Suoksávrre, äldre stavning Suoksaure, är en sjö i Jokkmokks kommun i Lappland som ingår i Luleälvens huvudavrinningsområde. Den avvattnas av vattendraget Suoksjåhkå eller Suoksávrejåhkå (Suoksaurebäcken), som mynnar i Stora Lule älv vid gården Suoksjåkk. Sjön ligger i Serri naturreservat.
Suoksávrre dikades ut för jordbruksändamål av nybyggare från Mattisudden någon gång mellan 1869 och 1915 och består nu till största delen av en blöt myrmark med endast en liten vattenspegel.
På en holme i Suoksávrre hade samerna i trakten förr en kultplats. Där stod en sejte av sten, vänd mot en större offerplats på det höga Jiertavárre (Järtaberget). Efter lyckosamt fiske smorde man sejten med fiskfett. En av nybyggarna från Mattisudden ska ha kastat sejten i sjön någon gång efter 1869. Kultplatsen på Jiertavárre fanns kvar så sent som 1899.